# エクリプス (ツイン・シャドウのアルバム)
『エクリプス』(Eclipse)は、アメリカのミュージシャン、ツイン・シャドウの3作目のスタジオ・アルバム。ワーナー・ミュージックと契約後、リリースした初のアルバム。ツイン・シャドウのメジャーデビュー作である。

## チャート順位
| チャート (2015)                       | 最高順位 |
| ------------------------------------- | -------- |
| US Billboard 200                      | 175      |
| US Top Alternative Albums (Billboard) | 13       |

1. ↑  "Twin Shadow Chart History (Billboard 200)". Billboard.  2016年7月12日閲覧。
2. ↑  "Twin Shadow Chart History (Top Alternative Albums)". Billboard.  2016年7月12日閲覧。